# Geschützter Landschaftsbestandteil Allee Gut Schönfeld

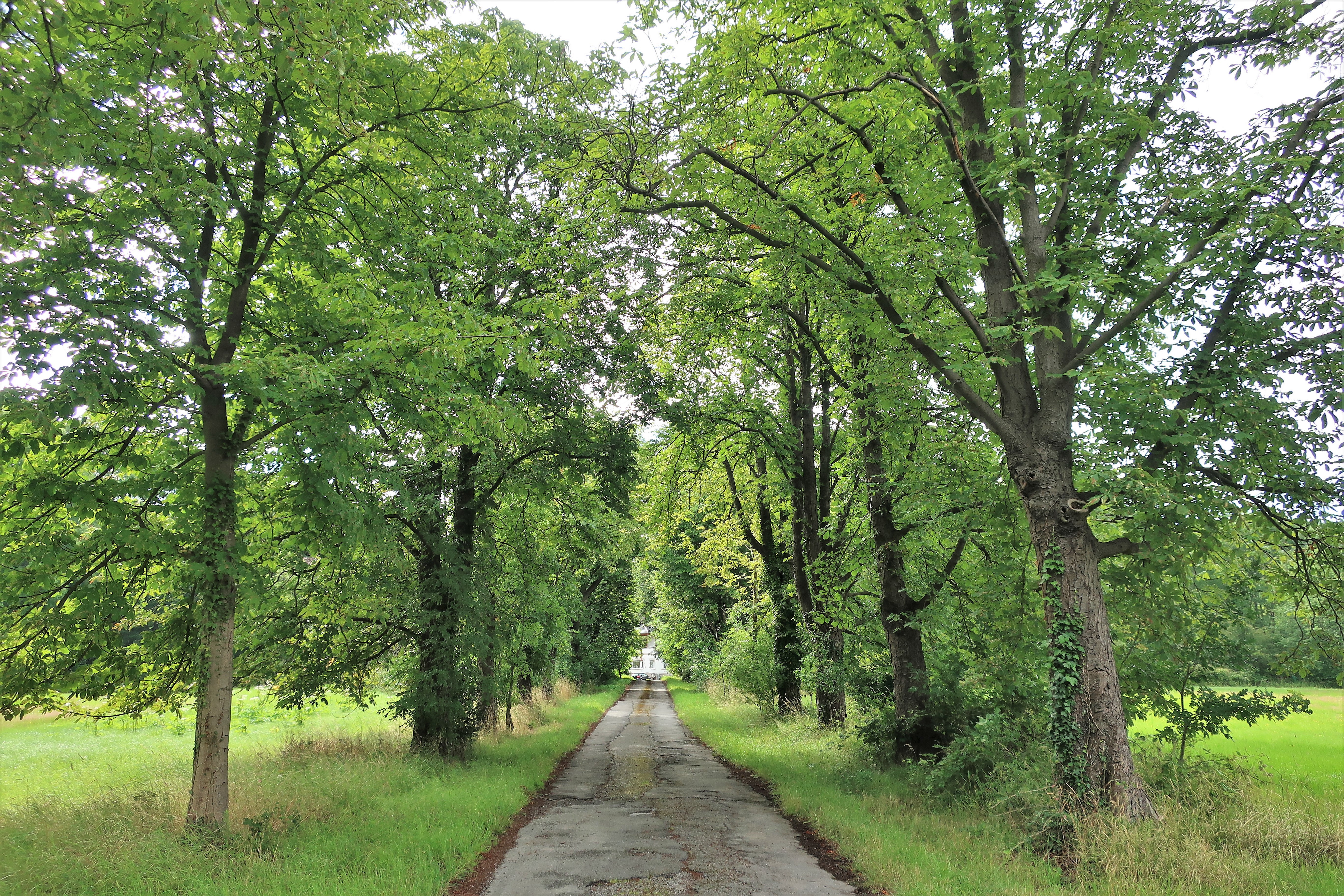
Geschützter Landschaftsbestandteil Allee Gut Schönfeld

Der Geschützte Landschaftsbestandteil Allee Gut Schönfeld, eine Kastanienallee mit einer Flächengröße von 0,36 ha liegt auf dem Gebiet der kreisfreien Stadt Hagen in Nordrhein-Westfalen. Der LB wurde 1994 mit dem Landschaftsplan der Stadt Hagen vom Stadtrat von Hagen ausgewiesen.

## Beschreibung
Beschreibung laut Landschaftsplan: „Es handelt sich um eine Kastanienallee beidseitig der Zufahrt zum Gut Schönfeld.“

## Schutzzweck
Laut Landschaftsplan erfolgte die Ausweisung „zur Gliederung, Belebung und Pflege des Landschaftsbildes durch Erhalt prägender Grünelemente.“